# دوري كرة القدم الغربي 1985–86
دوري كرة القدم الغربي 1985–86 (بالإنجليزية: 1985–86 Western Football League)‏ هو موسم من دوري كرة القدم الغربي ‏. فاز فيه Exmouth Town F.C. ‏.